# افشین بختیار
افشین بختیار (زادۀ ۱۳۲۹، تهران) عکاس

افشین بختیار فارغ‌التحصیل رشته برق صنعتی از دانشگاه علم و صنعت است.
ايشان که دارای درجه یک هنری از وزارت فرهنگ و ارشاد اسلامی معادل دكترى می‌باشد، حدود ٥٠ سال است که به کار عکاسی از موضوعات طبیعت، معماری، مردمی، صنعتی وهوایی از ایران و میراث فرهنگی و آثار باستانی مشغول است.
از ایشان بیش از ٨٠ جلد کتاب نفیس ایران‌شناسی چاپ شده‌است.
از سالِ ٨٩ عضو موسسه هنرمندان پيشكسوت ايران است.
وی بطور عمده در زمینه طبیعت معمارى و زندگی اجتماعی به ویژه در ایران عکاسی می‌کند. او هم‌چنین به عکاسی صنعتی نیز می‌پردازد.
وی هم‌چنین در بخش‌هایی از مستند ایران به عنوان عکاس هوايى فعالیت داشت.
تاليف بيش از ٨٠ جلد كتاب با موضوع معرفي ايران:
پارسه، سفر به ايران، ايران سرزمين افسانه ای، از پاسارگاد تا داراب، پرسپوليس، ايران و ايرانيان، هفت اقليم، سيستان و بلوچستان، ايران سرای کهن، گيلان، چهارمحال بختياری، شهر ايران، استان سمنان، هفت رنگ زندگی، ايران، انسان، طبيعت، زندگی، ایران گهواره تمدن، تخت جمشید مهد تمدن پارسی، کرمانشاهان، آذربایجان شرقی، آذربایجان غربی، از هامون تا عمان، ایران بهشت زمین، هفت رنگ زندگی، به ایران خوش آمدید، فارس، تخت جمشید، یزد، استان هرمزگان، ایران سرزمین جاوید، کتاب‌های ۱۸ جلدی خورشید ایران برای وزارت پژوهش آموزش و پرورش دربارهٔ استان‌های ایران، استان اصفهان و …
• همکاری با برنامه تلویزیونی مستند ایران به عنوان عکاس هوایی بیش از ۸۰ شهر ایران.
• همکاری با سازمان پژوهش و کتاب‌های درسی مدارس.
• همکاری با سازمان میراث فرهنگی ایران و بیشتر استان‌ها به عنوان عکاس معماری.
• همکاری با سازمان جهانی ثبت آثار معماری از جمله مسجد جامع اصفهان به عنوان عکاس.
• همکاری با سازمان میراث فرهنگی اصفهان برای عکاسی از مناطق شناسایی شده و ثبت جهانی آن.
• همکاری با شهرداری اصفهان، تهران و کرمانشاه به عنوان عکاس مناطق تحت پوشش.
• همکاری و عکاسی زمینی و هوایی از بارگاه امام رضا(ع) و چاپ کتاب بارگاه امام رضا(ع).
• همکاری با هواپیمایی جمهوری اسلامی ایران به عنوان عکاس مناطق آزاد کشور از جمله خارک، چابهار، قشم، کیش و نکا.
• عکاس پایانه‌های نفتی و همکاری با وزارت نفت.
• همکاری با استانداری استان‌های سیستان و بلوچستان، اردبیل، آذربایجان غربی و شرقی.
• عضو رسمی عکاس یونسکو در خاورمیانه.
• عکاسی کاخ موزه‌های ایران.
• داور بیش از ٥٠ مسابقه و جشنواره عکاسی در ایران و خارج از ایران.
برپايى نمایشگاه‌های متعدد با موضوع طبیعت، معماری، مردمی در ایران و چند کشور دیگر از جمله انگلیس، قطر، سوریه، لبنان، اتریش، آلمان، کانادا، سوئد و..

## فعالیت
وی به‌طور عمده در زمینه طبیعت و زندگی اجتماعی به ویژه در ایران عکاسی می‌کند. او هم‌چنین به عکاسی صنعتی نیز می‌پردازد.
وی هم‌چنین در بخش‌هایی از مستند ایران به عنوان عکاس فعالیت داشت.

تألیف بيش از ۸۰ جلد كتاب با موضوع معرفي ايران:
پارسه، سفر به ايران، ايران سرزمين افسانه ای، از پاسارگاد تا داراب، پرسپوليس، ايران و ايرانيان، هفت اقليم، سيستان و بلوچستان، ايران سرای کهن، گيلان، چهارمحال بختياری، شهر ايران، استان سمنان، هفت رنگ زندگی، ايران، انسان، طبيعت، زندگی، ایران گهواره تمدن، تخت جمشید مهد تمدن پارسی، کرمانشاهان، آذربایجان شرقی، آذربایجان غربی، از هامون تا عمان، ایران بهشت زمین، هفت رنگ زندگی، به ایران خوش آمدید، فارس، تخت جمشید، یزد، استان هرمزگان، ایران سرزمین جاوید، کتاب‌های ۱۸ جلدی خورشید ایران برای وزارت پژوهش آموزش و پرورش دربارهٔ استان‌های ایران، استان اصفهان و …
- همکاری با برنامه تلویزیونی مستند ایران به عنوان عکاس هوایی بیش از ۸۰ شهر ایران.

- همکاری با سازمان پژوهش و کتاب‌های درسی مدارس.

- همکاری با سازمان میراث فرهنگی ایران و بیشتر استان‌ها به عنوان عکاس معماری.

• همکاری با سازمان جهانی ثبت آثار معماری از جمله مسجد جامع اصفهان به عنوان عکاس.
• همکاری با سازمان میراث فرهنگی اصفهان برای عکاسی از مناطق شناسایی شده و ثبت جهانی آن.
• هکاری با شهرداری اصفهان، تهران و کرمانشاه به عنوان عکاس مناطق تحت پوشش.
• همکاری و عکاسی زمینی و هوایی از بارگاه امام رضا(ع) و چاپ کتاب بارگاه امام رضا(ع).
• همکاری با هواپیمایی جمهوری اسلامی ایران به عنوان عکاس مناطق آزاد کشور از جمله خارک، چابهار، قشم، کیش و نکا.
• عکاس پایانه‌های نفتی و همکاری با وزارت نفت.
• همکاری با استانداری استان‌های سیستان و بلوچستان، اردبیل، آذربایجان غربی و شرقی.
• عضو رسمی عکاس یونسکو در خاورمیانه.
• عکاسی کاخ موزه‌های ایران.
• داور بیش از ۴۰ مسابقه و جشنواره عکاسی در ایران و خارج از ایران.
• برپایی نمایشگاه‌های متعدد با موضوع طبیعت، معماری، مردمی در ایران و چند کشور دیگر از جمله انگلیس، قطر، سوریه، لبنان، اتریش، آلمان، کانادا، سوئد و...

## آثار

افشین بختیار پیش از این بیشتر عکس‌هایش را با دوربین قطع متوسط می‌گرفت ولی اکنون اکثر عکس‌هایش را با دوربین قطع کوچک دیجیتال می‌گیرد. تاکنون بیش از ۴۰ جلد کتاب از مجموعه عکس‌های خود به چاپ رسانده است.
- از پاسارگاد تا داراب
- ایران سرزمین افسانه‌ای
- سفر به ایران
- پرسپولیس
- ایران و ایرانیان
- هفت اقلیم
- سیستان و بلوچستان
- ایران سرای کهن
- گیلان
- چهارمحال بختیاری
- شهر ایران
- سمنان
- هفت رنگ زندگی
- ایران؛ انسان، طبیعت، زندگی (با متن علی اکبر عبدالرشیدی به فارسی و انگلیسی، چاپ خانه فرهنگ و هنر گویا)